# طوطی سرتوسی
طوطی سرتوسی (نام علمی: Psittacula himalayana) تنها گونه طوطی است که مهاجرت ارتفاعی را نشان می‌دهد. دامنه این گونه از پاکستان تا هیمالیاهای غربی در هند از طریق نپال و بوتان و تا هیمالیاهای شرقی در ایالت آروناچال پرادش در شمال شرقی هند گسترش می‌یابد. آنها در زمستان تقریباً در هفته آخر اکتبر به دره‌ها فرود می‌آیند.